# Catherine Bernard (karaté)
Pour les articles homonymes, voir Bernard.
Cet article concerne une karatéka française. Pour la femme de lettres française, voir Catherine Bernard.

Catherine Bernard, née le 24 avril 1969, est une karatéka française.

## Carrière
Catherine Bernard est médaillée de bronze de kata individuel aux Jeux mondiaux de 1993 à La Haye.
Aux Championnats d'Europe de karaté 1996, elle remporte la médaille d'or en kata par équipes et la médaille de bronze en kata individuel. Lors des championnats d'Europe de karaté 1997, elle est médaillée de bronze en kata par équipes. Elle est aussi championne de France de kata en 1992, 1993 et 1994.